# Jōdai Tokushu Kanazukai
Il Jōdai Tokushu Kanazukai (上代特殊仮名遣?) è un arcaico sistema di scrittura usato per scrivere in lingua giapponese durante il periodo Nara. La sua caratteristica principale è la distinzione tra due gruppi di sillabe.
L'esistenza e il significato di questo sistema è un punto critico del dibattito accademico sullo studio della storia della lingua giapponese.

## Sillabe
Le seguenti sono le distinzioni sillabiche dell'antico giapponese.
| a  | i   | i   | u  | e   | e   | o   | o   |
| ka | ki1 | ki2 | ku | ke1 | ke2 | ko1 | ko2 |
| ga | gi1 | gi2 | gu | ge1 | ge2 | go1 | go2 |
| sa | si  | si  | su | se  | se  | so1 | so2 |
| za | zi  | zi  | zu | ze  | ze  | zo1 | zo2 |
| ta | ti  | ti  | tu | te  | te  | to1 | to2 |
| da | di  | di  | du | de  | de  | do1 | do2 |
| na | ni  | ni  | nu | ne  | ne  | no1 | no2 |
| ha | hi1 | hi2 | hu | he1 | he2 | ho  | ho  |
| ba | bi1 | bi2 | bu | be1 | be2 | bo  | bo  |
| ma | mi1 | mi2 | mu | me1 | me2 | mo1 | mo2 |
| ya |     |     | yu | ye  | ye  | yo1 | yo2 |
| ra | ri  | ri  | ru | re  | re  | ro1 | ro2 |
| wa | wi  | wi  |    | we  | we  | wo  | wo  |

Le sillabe segnate in grigio sono conosciute come jōdai tokushu kanazukai.

## Trascrizione
I due gruppi si fusero entro il IX secolo. Ciò precede lo sviluppo dei kana e la differenza fonetica è poco chiara. Perciò si usa un sistema di trascrizione ad hoc.
Le sillabe scritte con il pedice 1 sono conosciute come tipo A (甲?, kō) e quelle con il pedice 2 come tipo B (乙?, otsu) (questi sono i primi due tronchi celesti, e si usano in giapponese per tale numerazione).
Ci sono vari sistemi di trascrizione in concorrenza. Un popolare sistema pone una dieresi sopra la vocale: ï, ë, ö. Questo rappresenta tipicamente i2, e2 ed o2, e assume che i, e ed o non segnate siano i1, e1 ed o1. Ciò non ha necessariamente nulla a che fare con la pronuncia. Ci sono però vari problemi con questo sistema.
- Esso implica una particolare pronuncia, indirettamente sulla vocale.
- Trascura di distinguere tra le parole dove la distinzione 1 / 2 non è chiara, come la /to/ in /toru/ nonché in /kaditori/.

Un altro sistema usa gli apici invece dei pedici.

## Significato
Ci sono molte ipotesi per spiegare la distinzione. Tuttavia, non è chiaro se la distinzione si applicasse alla consonante, alla vocale o a qualcos'altro. Non vi è un generale accordo accademico. Vedi antico giapponese per maggiori informazioni.

## Uso
Una parola è scritta coerentemente, senza eccezione, con le sillabe di uno specifico gruppo. Ad esempio, /kami1/ "sopra" e /kami2/ "dio". Benché entrambe le parole consistano di una /m/ e una /i/, mi1 non può sostituire mi2 o viceversa. Questa rigida distinzione esiste per tutte le sillabe segnate in grigio.
Questo uso si trova anche nella morfologia verbale. La coniugazione quadrigrado è la seguente:
| Classe verbale | Irreale | Avverbiale | Conclusiva | Attributiva | Reale | Imperativa |
| -------------- | ------- | ---------- | ---------- | ----------- | ----- | ---------- |
| Quadrigrado    | -a      | -i1        | -u         | -u          | -e2   | -e1        |

Il verbo /sak-/ "fiorire" ha una classe di coniugazione quadrigrado. Quindi, la sua coniugazione è la seguente:
| Classe verbale | Irreale | Avverbiale | Conclusiva | Attributiva | Reale | Imperativa |
| -------------- | ------- | ---------- | ---------- | ----------- | ----- | ---------- |
| Verbo          | saka    | saki1      | saku       | saku        | sake2 | sake1      |

Prima della scoperta del jōdai tokushu kanazukai, si, pensava che la reale e l'imperativa quadrigrado condividevano la stessa forma: -e. Tuttavia, dopo la scoperta, divenne chiaro che la reale era -e2 mentre l'imperative era -e1.
Inoltre, il jōdai tokushu kanazukai ha un profondo effetto sull'etimologia. Si pensava una volta che /kami/ "sopra" e /kami/ "dio" condividessero la stessa etimologia, un dio essendo un'entità che sta sopra in alto. Tuttavia, dopo la scoperta, si sa che "sopra" è /kami1/ mentre "dio" è /kami2/. Quindi, sono parole distinte.

## Tabella deiman'yōgana
Di seguito è riportata una tabella che mostra le corrispondenze delle sillabe con il man'yōgana.
| /a/   | 阿 | 安 | 婀 | 鞅 | 英 | 吾 | 足 | 嗚呼 |    |      |    |    |    |    |      |      |    |    |    |    |    |    |    |    |    |    |    |    |    |  |
| /i/   | 伊 | 夷 | 怡 | 以 | 異 | 已 | 移 | 易   | 揖 | 因   | 印 | 壹 | 射 | 胆 | 五十 | 馬聲 |    |    |    |    |    |    |    |    |    |    |    |    |    |  |
| /u/   | 汗 | 有 | 宇 | 于 | 羽 | 烏 | 紆 | 萬   | 雲 | 鬱   | 菟 | 鵜 | 卯 | 鸕 | 得   |      |    |    |    |    |    |    |    |    |    |    |    |    |    |  |
| /e/   | 衣 | 愛 | 依 | 亞 | 哀 | 埃 | 榎 | 荏   | 得 | 可愛 |    |    |    |    |      |      |    |    |    |    |    |    |    |    |    |    |    |    |    |  |
| /o/   | 意 | 於 | 隱 | 飫 | 淤 | 憶 | 應 | 邑   | 磤 | 乙   |    |    |    |    |      |      |    |    |    |    |    |    |    |    |    |    |    |    |    |  |
| /ka/  | 加 | 可 | 賀 | 珂 | 迦 | 訶 | 箇 | 嘉   | 架 | 伽   | 歌 | 舸 | 軻 | 柯 | 介   | 甘   | 敢 | 甲 | 漢 | 干 | 葛 | 香 | 各 | 覺 | 髮 | 鹿 | 蚊 | 芳 | 歟 |  |
| /ga/  | 奇 | 宜 | 何 | 我 | 賀 | 河 | 蛾 | 餓   | 峨 | 俄   | 鵝 |    |    |    |      |      |    |    |    |    |    |    |    |    |    |    |    |    |    |  |
| /ki1/ | 支 | 吉 | 岐 | 伎 | 棄 | 枳 | 企 | 耆   | 祇 | 祁   | 寸 | 杵 | 來 |    |      |      |    |    |    |    |    |    |    |    |    |    |    |    |    |  |
| /ki2/ | 歸 | 貴 | 紀 | 幾 | 奇 | 騎 | 綺 | 寄   | 記 | 基   | 機 | 己 | 既 | 氣 | 城   | 木   | 樹 | 黄 |    |    |    |    |    |    |    |    |    |    |    |  |
| /gi1/ | 藝 | 祇 | 岐 | 伎 | 儀 | 蟻 | 𡺸 |      |    |      |    |    |    |    |      |      |    |    |    |    |    |    |    |    |    |    |    |    |    |  |
| /gi2/ | 疑 | 宜 | 義 | 擬 |    |    |    |      |    |      |    |    |    |    |      |      |    |    |    |    |    |    |    |    |    |    |    |    |    |  |
| /ku/  | 久 | 玖 | 口 | 句 | 群 | 苦 | 丘 | 九   | 鳩 | 倶   | 區 | 勾 | 矩 | *  | 衢   | 窶   | 屨 | 君 | 訓 | 菊 | 來 |    |    |    |    |    |    |    |    |  |
| /gu/  | 具 | 遇 | 求 | 隅 | 虞 | 愚 | 群 |      |    |      |    |    |    |    |      |      |    |    |    |    |    |    |    |    |    |    |    |    |    |  |
| /ke1/ | 祁 | 家 | 計 | 鶏 | 介 | 奚 | 谿 | 價   | 係 | 結   | 稽 | 啓 | 兼 | 監 | 險   | 異   |    |    |    |    |    |    |    |    |    |    |    |    |    |  |
| /ke2/ | 居 | 氣 | 希 | 擧 | 既 | 該 | 戒 | 階   | 開 | 愷   | 凱 | 慨 | 概 | 毛 | 食   | 飼   | 消 | 笥 |    |    |    |    |    |    |    |    |    |    |    |  |
| /ge1/ | 下 | 牙 | 雅 | 夏 | 霓 |    |    |      |    |      |    |    |    |    |      |      |    |    |    |    |    |    |    |    |    |    |    |    |    |  |
| /ge2/ | 義 | 宜 | 㝵 | 礙 | 皚 |    |    |      |    |      |    |    |    |    |      |      |    |    |    |    |    |    |    |    |    |    |    |    |    |  |
| /ko1/ | 古 | 故 | 高 | 庫 | 祜 | 姑 | 狐 | 枯   | 固 | 顧   | 子 | 兒 | 籠 | 小 | 粉   |      |    |    |    |    |    |    |    |    |    |    |    |    |    |  |
| /ko2/ | 己 | 許 | 巨 | 居 | 去 | 虚 | 忌 | 擧   | *  | 拠   | 渠 | 金 | 今 | 近 | 乞   | 興   | 木 |    |    |    |    |    |    |    |    |    |    |    |    |  |
| /go1/ | 胡 | 呉 | 候 | 後 | 虞 | 吾 | 誤 | 悟   | 娯 |      |    |    |    |    |      |      |    |    |    |    |    |    |    |    |    |    |    |    |    |  |